# Cutremurul din Damghan din 856

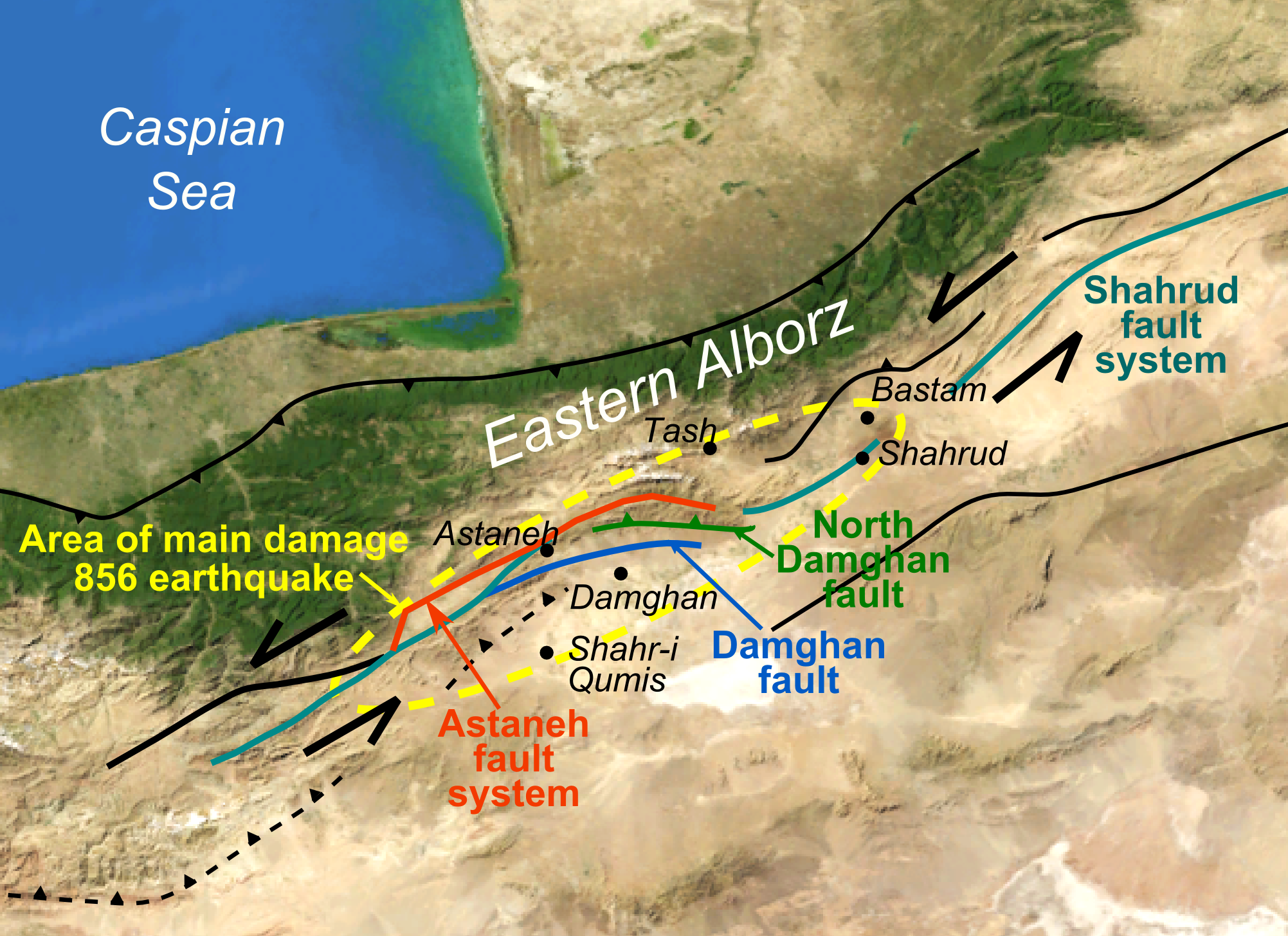
Harta zonei meizoseismale pentru cutremurul din anul 856 și principalele structuri avariate.

Cutremurul Damghan din 856 sau cutremurul Qumis din 856, a avut loc la data de 22 decembrie 856 (242 AH). Acesta a avut o magnitudine estimată de 7,9 și o intensitate maximă de X (Extrem) pe scara de intensitate Mercalli. Zona meizoseismală (zona cu daune maxime) s-a întins pe o distanță de aproximativ 350 kilometri (220 de mile) de-a lungul marginii sudice a munților Elburz din Iranul actual, inclusiv părți din Tabaristan și Gorgan. Se crede că epicentrul cutremurului s-a aflat aproape de orașul Damghan, care era capitala provinciei persane Qumis la acea vreme. Cutremurul a provocat aproximativ 200.000 de decese și este listat de USGS ca fiind al șaselea cel mai mortal cutremur din istoria înregistrată.  Cu toate acestea, numărul exact al morților este încă subiect de dezbatere. 

## Setarea tectonică
Iranul se află într-o zonă complexă de coliziune continentală între placa arabă și placa eurasiatică, care se întinde de la centura Bitlis-Zagros în sud până la munții Caucazului Mare, pervazul Apsheron-Balkan și munții Kopet Dag în nord.  Zona epicentrală a cutremurului din 856 este situată în lanțul muntos Elburz, unde scurtarea oblică nord-sud este acomodată printr-o combinație de împingere sinistrală (stânga-laterală). 
Principala structură activă din regiunea Qumis este sistemul de defecte Shahrud, care se întinde pe câteva sute de kilometri. Această zonă de alunecare sinistrală generală este formată din mai multe fire de defecțiune, inclusiv defecțiunea Damghan, defecțiunea nordică Damghan și sistemul de defecțiuni Astaneh, toate situate în zona epicentrală și care arată dovezi ale deplasării în timpul cuaternarului. Cel mai lung dintre acești posibili candidați pentru sursa cutremurului cu magnitudinea 7,9 din 856 este sistemul de defecțiuni Astaneh, care are o lungime de 150 km. Șanțul de-a lungul unuia dintre segmentele sistemului de defecțiuni Astaneh a furnizat dovezi ale unui cutremur semnificativ care a avut loc după 600 î.Hr. și înainte de 1300 d.Hr., în concordanță cu evenimentul din 856. 

## Caracteristicile cutremurului
Cutremurul a avut loc noaptea.
Șocurile au afectat zona timp de câțiva ani, incluzând probabil un cutremur dăunător în vestul Khurasanului. 

## Daune
Zona cu pagube semnificative s-a extins pe-a lungul Elburzului pe o distanță de aproximativ 350 de kilometri (220 mile), incluzând orașele Ahevanu, Astaneh, Tash, Bastam și Shahrud, cu aproape toate satele din zonă grav afectate. Hecatompylos, numit acum Šahr-e Qumis, fosta capitală a Imperiului Partian, a fost distrusă. Jumătate din Damghan și o treime din orașul Bustam au fost, de asemenea, distruse. Cutremurul a afectat grav aprovizionarea cu apă din zona Qumis, parțial din cauza uscării izvoarelor și a qanat-urilor, dar și din cauza alunecărilor de teren. Numărul total de morți pentru cutremur este estimat la 200.000, cu 45.096 de victime doar în districtul Damghan. De asemenea, șocurile cutremurului au afectat zona timp de câțiva ani, inclusiv un alt cutremur dăunător în vestul Khurasanului. 

## Urmări
Šahr-e Qumis a fost atât de afectat încât pare să fi fost abandonat în urma cutremurului. Efectele cutremurului erau încă vizibile în zona dintre Bastam și Damghan 46 de ani mai târziu. 

## Pericol seismic viitor
Din rezultatele săpăturilor într-un singur loc de-a lungul Falei Astaneh, s-a estimat o perioadă de recurență de aproximativ 3.700 de ani și nu s-au înregistrat cutremure mari în zona Damghan din 856. Cu toate acestea, sunt necesare studii suplimentare pentru a stabili dacă întreaga lungime a problemei este implicată în mod obișnuit într-un eveniment de rupere sau dacă segmentele mai scurte pot fi responsabile pentru cutremure mai mici (dar dăunătoare) cu o perioadă de recurență mai scurtă. 